# 二条基敬
二条 基敬（にじょう もとゆき、1944年〈昭和19年〉12月2日 - ）は、東京都出身の日本の神職、実業家である。
五摂家の1つ、元公爵二条家の30代目当主。二条斉敬は曽祖父にあたる。名前は、弼基と斉敬から1字ずつとったもので読みもこれに倣っている。

## 略歴
1944年（昭和19年）、東京都生まれ。
二条良基公顕彰会役員となる。

## 系譜
出典の無い限り、『平成新修旧華族家系大成』下巻, p. 321を参照。
- 父：二条弼基（1910 - 1985）
- 母：二条恭仁子（1917 - 2002） - 多嘉王第三王女
- 妻：二条須実子（1946 - ） - 冷泉為任三女
  - 長女：二条絵実子（1979 - ）
  - 長男：二条孝基（1983 - ）